# 아름다운 팔도강산
"아름다운 팔도강산"은 1972년 공개된 대한민국의 영화이다.

## 배역
- 김희갑
- 황정순
- 장동휘
- 김지미
- 최무룡
- 박지영
- 허장강
- 도금봉
- 남궁원
- 고은아
- 김희라
- 오수미
- 박기택
- 김기범
- 태일
- 김지영